# Ilvese
Ilvese är en ort i Estland. Den ligger i Surju kommun och landskapet Pärnumaa, i den sydvästra delen av landet, 130 km söder om huvudstaden Tallinn. Ilvese ligger 16 meter över havet och antalet invånare är 104.
Terrängen runt Ilvese är mycket platt. Runt Ilvese är det mycket glesbefolkat, med 3 invånare per kvadratkilometer. Närmaste större samhälle är Pärnu, 19,7 km nordväst om Ilvese. I omgivningarna runt Ilvese växer i huvudsak blandskog.